# Anthia sexguttata
Anthia sexguttata is een loopkever die voorkomt in de droger gelegen gebieden in Zuid-Azië. De soort kan een lengte bereiken van 4 cm en voedt zich voornamelijk met insecten en slakken. Als verdediging spuiten ze een irriterende vloeistof.